# East Cannington
East Cannington är en del av en befolkad plats i Australien. Den ligger i kommunen Canning och delstaten Western Australia, omkring 11 kilometer sydost om delstatshuvudstaden Perth. Antalet invånare är 3 322.
Runt East Cannington är det tätbefolkat, med 459 invånare per kvadratkilometer.. Närmaste större samhälle är Perth, omkring 11 kilometer nordväst om East Cannington. 
I omgivningarna runt East Cannington växer huvudsakligen savannskog. Genomsnittlig årsnederbörd är 951 millimeter. Den regnigaste månaden är september, med i genomsnitt 168 mm nederbörd, och den torraste är februari, med 12 mm nederbörd.